# Элене (царевна Картли)
Элене или Елена (груз.: ელენე; род. 1591) — грузинская царевна (батонишвили), из картлийской ветви династии Багратионов. 

## Биография
Дочь царя Картли Георгия X, от его брака с мегрельской княжной Тамар-Мариам Липартиани-Дадиани. Сестра царя Картли Луарсаба II, канонизированного Грузинской Православной Церковью в лике святых.
Элене была помолвлена с русским царем Федором II. В «История государства Российского», за авторством Николая Карамзина, она описана русским князем Михаилом Татищевым как:
Я видел Елену в шатре царицы. Она сидела между матерью и бабушкой на золотом ковре и была в жемчужном головном уборе, в бархатном платье с кружевом, со шляпкой, украшенной драгоценными камнями. Отец велел ей встать, снять халат и шапку. Елена очаровательна. Белая, глаза черные, с маленьким носом, волосы окрашены, зачесаны прямо, но слишком тонкие для ее возраста, так как ей всего 10 лет, и лицо у нее было не совсем зрелое.
Царь Картли Георгий X принес присягу русскому царю, но царевна Элене осталась в Картли, дожидаясь следующего визита в Русь. К тому моменту Федора II уже не было в живых.
Дальнейшая судьба царевны неизвестна.